# Женестель
Женесте́ль (фр. и окс. Genestelle) — коммуна во Франции, находится в регионе Рона — Альпы. Департамент коммуны — Ардеш. Входит в состав кантона Антрег-сюр-Волан. Округ коммуны — Ларжантьер.
Код INSEE коммуны — 07093.

## Население
Население коммуны на 2008 год составляло 276 человек.
| 1962 | 1968 | 1975 | 1982 | 1990 | 1999 | 2008 |
| ---- | ---- | ---- | ---- | ---- | ---- | ---- |
| 251  | 303  | 271  | 268  | 260  | 269  | 276  |

## Экономика
В 2007 году среди 180 человек в трудоспособном возрасте (15—64 лет) 116 были экономически активными, 64 — неактивными (показатель активности — 64,4 %, в 1999 году было 59,8 %). Из 116 активных работали 107 человек (57 мужчин и 50 женщин), безработных было 9 (4 мужчины и 5 женщин). Среди 64 неактивных 12 человек были учениками или студентами, 32 — пенсионерами, 20 были неактивными по другим причинам.

## Достопримечательности
- Церковь Св. Марии
- Замок Кро[фр.] (XII век)

## Фотогалерея

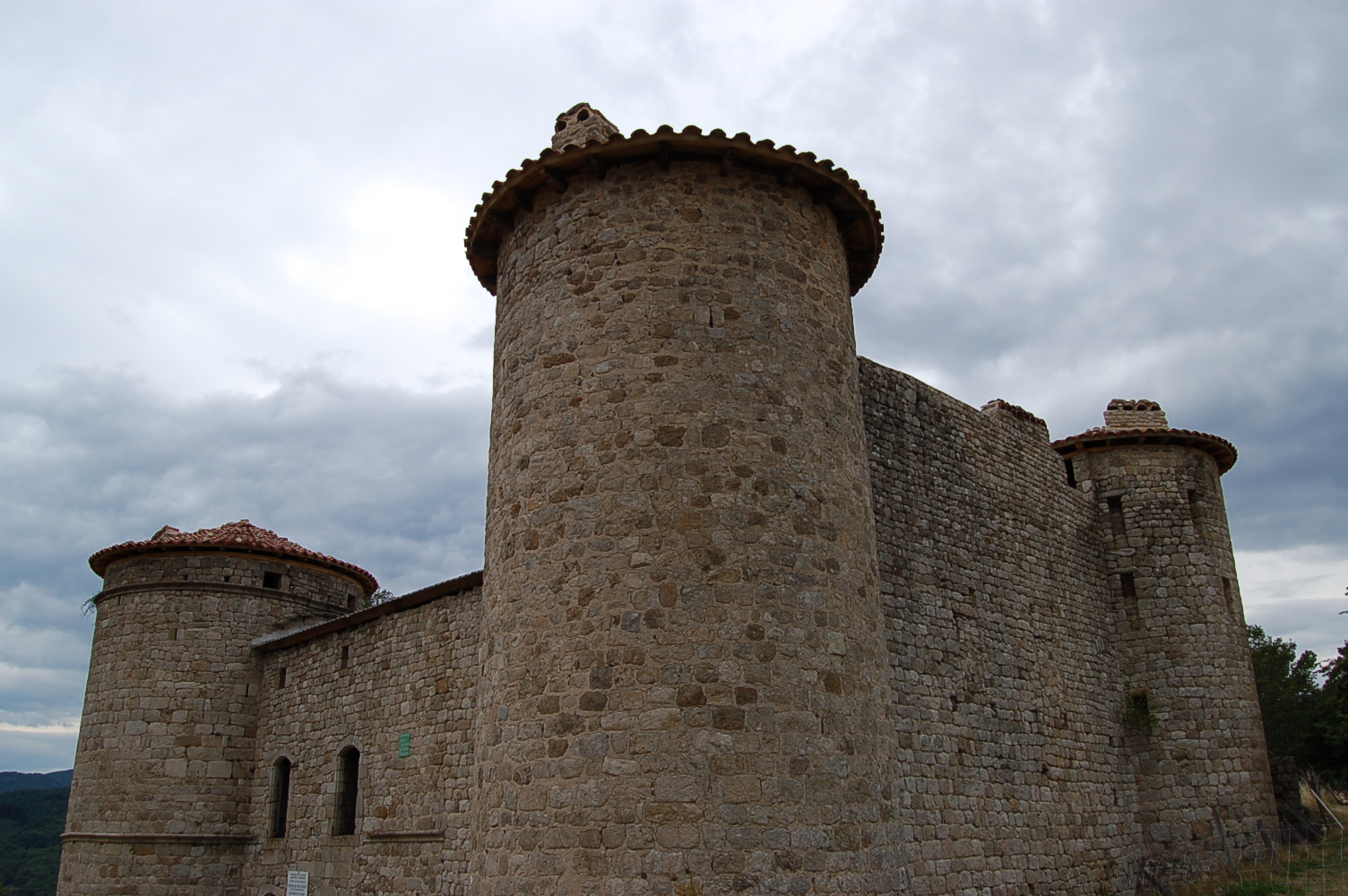
Замок Кро
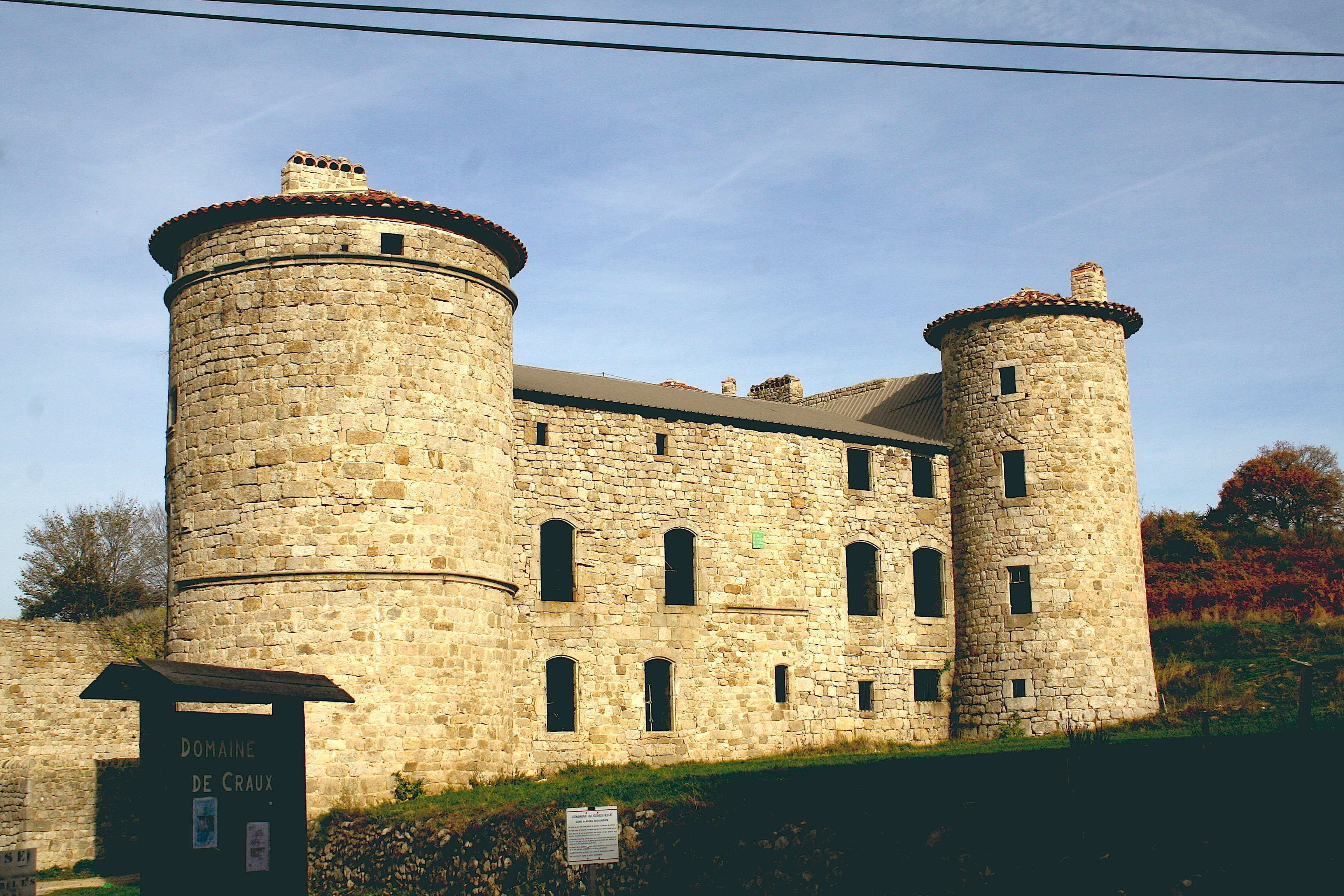
Замок Кро
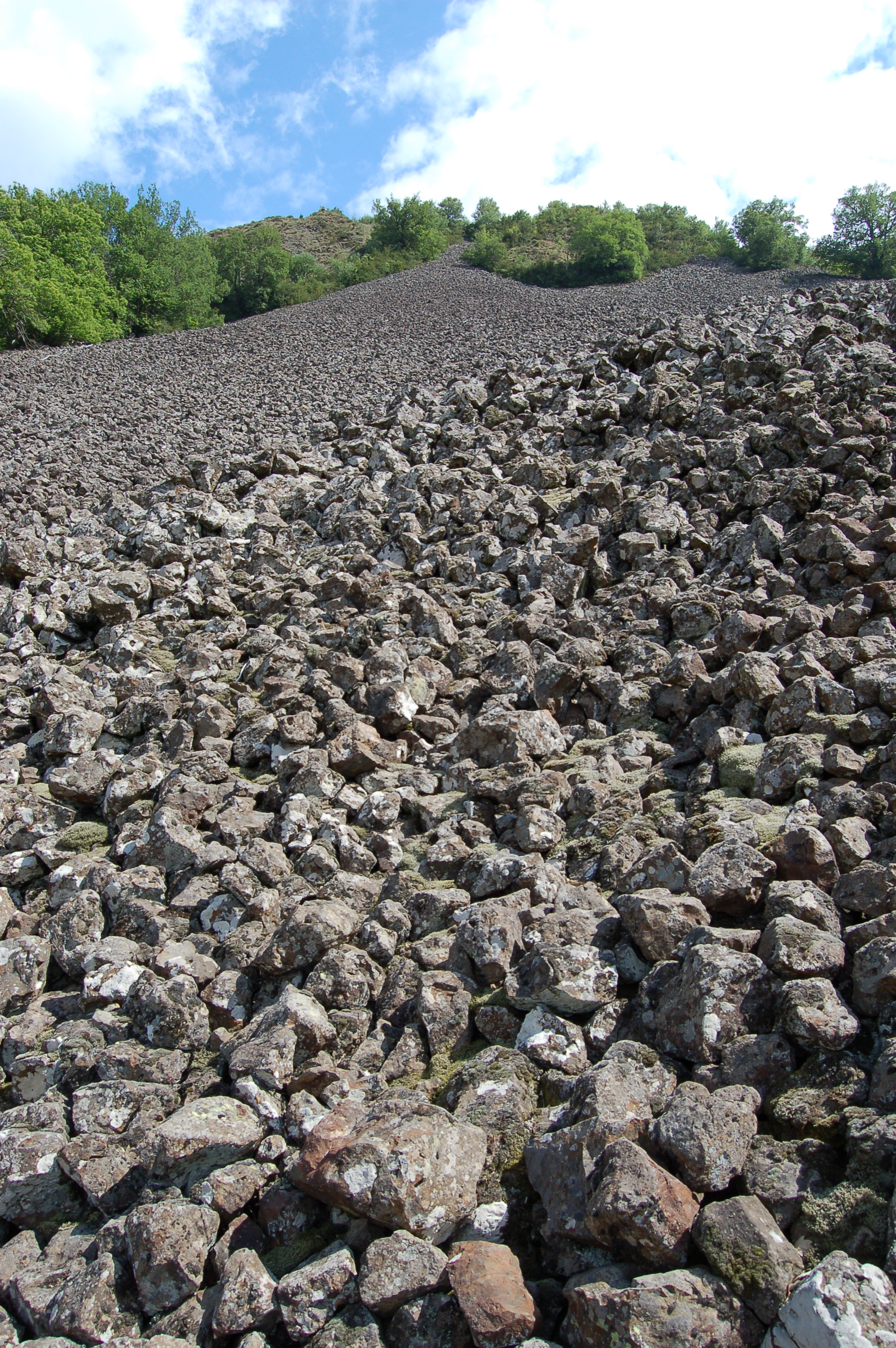
Дорога
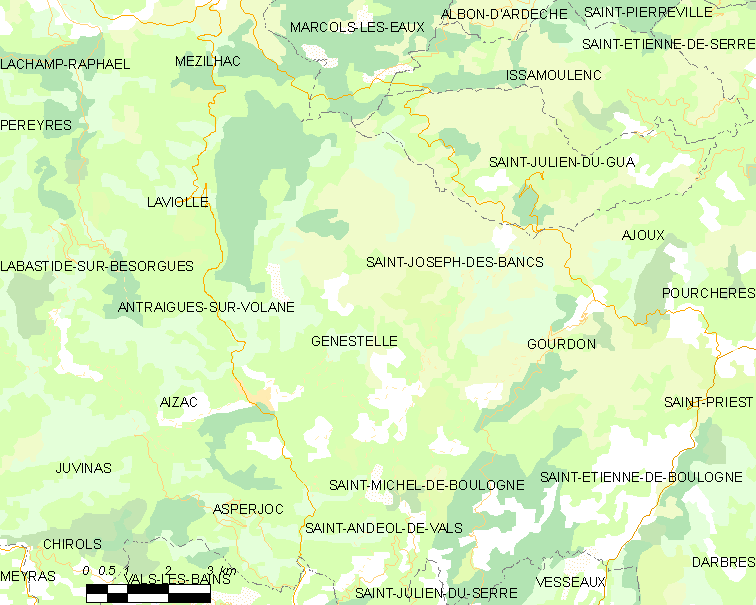
Карта коммуны